# Wojna na Równinach Centralnych
Wojna na Równinach Centralnych (chiń. upr. 中原大战; chiń. trad. 中原大戰; pinyin Zhōngyúan Dàzhàn) – seria kampanii wojskowych stoczonych w latach 1929–1930 pomiędzy nacjonalistycznym rządem Kuomintangu w Nankinie pod przywództwem generalissimusa Czang Kaj-szeka, a kilkoma regionalnymi dowódcami wojskowymi i watażkami, którzy byli byłymi sojusznikami Czang Kaj-szeka.
Niedługo po zakończeniu ekspedycji północnej w 1928 roku watażkowie Yan Xishan, Feng Yuxiang, Li Zongren i Zhang Fakui zerwali stosunki z Czang Kaj-szekiem po konferencji demilitaryzacyjnej w 1929 roku i razem utworzyli koalicję antyczangowską, aby otwarcie zakwestionować legitymację rządu w Nankinie. Wojna na Równinach Centralnych była największym konfliktem w erze militarystów, toczonym w Henanie, Szantungu, Anhui i innych obszarach Równin Centralnych w Chinach, z udziałem 300 000 żołnierzy Kuomintangu i 700 000 żołnierzy koalicji.

## Tło

### Wzrost potęgi Czang Kaj-szeka
W porównaniu z innymi wysokimi rangą urzędnikami partyjnymi, takimi jak Hu Hanmin i Wang Jingwei, status polityczny Czang Kaj-szeka w Kuomintangu był początkowo niższy. Czang rozpoczął swoją karierę w 1917 roku, podczas Ruchu Ochrony Konstytucji i formowania rządu w Kantonie, gdzie wykazał się talentem wojskowym. Przełom nastąpił w 1923 roku, kiedy Chen Jiongming wzniecił rebelię przeciwko Sun Jat-senowi w Kantonie. Rola Czanga w pomocy Sunowi w wycofaniu się z Kantonu ostatecznie przyczyniła się do tego, że stał się on ważnym protegowanym Suna.
Po śmierci Suna w 1925 roku w Kuomintangu zaczęły pojawiać się frakcje. Walka o władzę między Czangiem a Wang Jingweiem doprowadziła do rozłamu w partii. Czang wykorzystał swoje wpływy jako komendant Akademii Whampoa i ostatecznie przejął przywództwo Kuomintangu, zmuszając Wanga do emigracji. W 1926 roku Czang został uroczyście wybrany na dowódcę nowo utworzonej Narodowej Armii Rewolucyjnej i rozpoczął ekspedycję północną. W trakcie wyprawy Czangowi udało się zawrzeć sojusz z armiami wodzów Fenga Yuxianga, Yana Xishana i Li Zongrena.

### Zjednoczenie Chin (1928)
Ekspedycja Północna zakończyła się zjednoczeniem Chin w 1928 roku pod wodzą rządu w Nankinie, kiedy to Zhang Xueliang zadeklarował wierność swojej Armii Północno-Wschodniej rządowi nacjonalistycznemu w Nankinie po zabójstwie jego ojca Zhanga Zuolina przez japońską Armię Kwantuńską. Chociaż Czang wyrósł na naczelnego przywódcę Republiki Chińskiej, zjednoczenie wkrótce napotkało problemy, ponieważ różne frakcje Kuomintangu nie zgodziły się na demilitaryzację na konferencji wojskowej w 1929 roku. Narodowa Armia Rewolucyjna po ekspedycji północnej została zreorganizowana w cztery grupy armii, włączając w to armie regionalnych watażków. 1 Grupę Armii utworzyła klika Whampoa, znana również jako Armia Centralna, którą bezpośrednio dowodził sam Czang Kaj-szek. 2 Grupę Armii tworzyły jednostki z Guominjun, dowodzone przez Fenga Yuxianga. 3 Grupą Armii dowodził Yan Xishan z kliki Shanxi, a 4 Grupą Armii Li Zongren z kliki Nowego Guangxi.

### Narodowa Konferencja Demilitaryzacyjna
1 stycznia 1929 roku w Nankinie rozpoczęła się Narodowa Konferencja Demilitaryzacyjna. Wiodące postacie ówczesnej armii chińskiej, w tym Czang Kaj-szek, Yan, Li i Feng, zebrały się, aby omówić kwestię demobilizacji. Czang Kaj-szek został mianowany przewodniczącym i choć pierwsza konferencja odniosła pewne sukcesy, ostatecznie zakończyła się porażką. Druga konferencja odbyła się w sierpniu. Jej postanowienia podzieliły Chiny na sześć regionów wojskowych, mniej więcej odpowiadających regionom głównych wodzów (i jeden dla mniejszych wodzów). Nowa armia narodowa miała składać się z 65 dywizji po 11 000 ludzi każda, czyli w sumie 715 000 żołnierzy (nie licząc personelu służącego powyżej szczebla dywizji); stanowiło to znaczną redukcję w porównaniu z 1 502 000 żołnierzy służących ówcześnie w Chinach. Yan i Feng oskarżyli Czanga o próbę scentralizowania władzy wojskowej pod jego kontrolą, a tym samym odsunięcia ich od zajmowanych stanowisk.

### Liczebność walczących armii

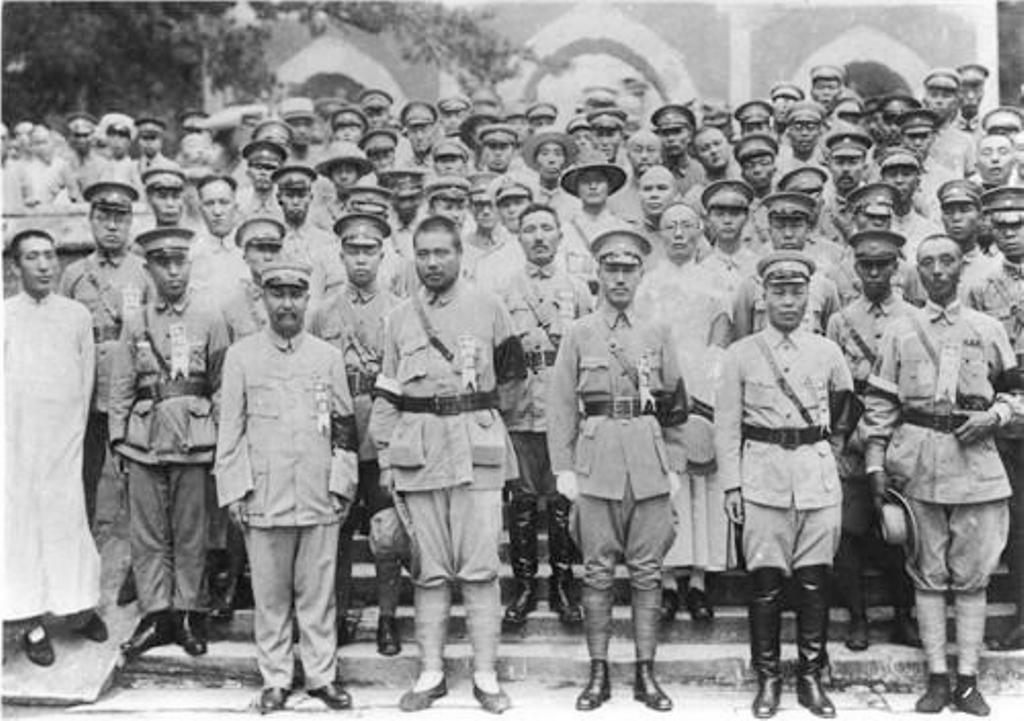
Generałowie Narodowej Armii Rewolucyjnej w Pekinie po ekspedycji północnej

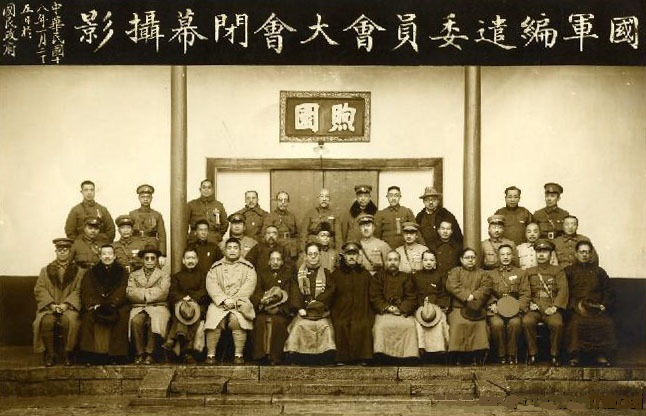
Spotkanie Komitetu Komisji Narodowej Armii Rewolucyjnej

| Armie                                     | 1929                | 1930                                                                  |
| ----------------------------------------- | ------------------- | --------------------------------------------------------------------- |
| Narodowa Armia Rewolucyjna                |                     |                                                                       |
| Czang Kaj-szek                            | 240 000             | 295 000                                                               |
| Sojusznicy Czanga                         |                     | 300 000 – 400 000                                                     |
| Han Fuju                                  |                     | 30 000                                                                |
| Zhang Xueliang (Armia Północno-Wschodnia) | 200 000 (neutralna) | 409 000                                                               |
| Ogółem                                    | 240 000             | 625 000 – 725 000 (początkowo), 1 034 000 – 1 134 000 (wrzesień 1930) |
| koalicja antyczangowska                   |                     |                                                                       |
| Feng Yuxiang (Guominjun)                  | 300 000             | 250 000 (140 000 uznane za wiarygodne)                                |
| Yan Xishan (Shanxi)                       |                     | 181 000                                                               |
| Li Zongren (Guangxi)                      |                     | 60 000                                                                |
| inne siły antyczangowskie                 |                     | 219 000 (nie uczestniczyli)                                           |
| siły antyczangowskie na południu          | 300 000             |                                                                       |
| Zhang Fakui (żelazne burty)               |                     | 95 000                                                                |
| Ogółem                                    | 600 000             | 586 000 faktycznie, 805 000 teoretycznie                              |

## Pierwsza faza

### Powstanie koalicji antyczangowskich, pierwsze konflikty
Feng kontrolował prowincje Gansu, Shaanxi i Henan. Jego częściowa kontrola nad Szantungiem zapewniała mu duże dochody potrzebne dla wojska; jednak na sytuację tę znacząco wpłynął głód i bunt w Gansu. Feng zwrócił się wówczas do Czanga w sprawie tego terytorium.
Hunan był kontrolowany przez klikę Guangxi (obok innych należących do niej ziem); stanowiło to zagrożenie dla Czanga, który mianował swojego protegowanego na stanowisko w Hunanie. To rozgniewało klikę Guangxi, która odsunęła gubernatora mianowanego przez Czanga od władzy. Czang nie tolerował tego rodzaju działań i rozpoczął przygotowania do wojny, podczas gdy Feng został przekupiony ofertami dużych terenów w Szantungu w zamian za zachowanie neutralności. Inni północnochińscy przywódcy również zostali przekupieni w zamian za bezczynność, aby Czang mógł skupić się wyłącznie na armiach w Wuhanie.
Po konferencji demilitaryzacyjnej Li Zongren, Bai Chongxi i Huang Shaohong z kliki Guangxi zerwali stosunki z Czangiem w marcu 1929 roku, co w praktyce zapoczątkowało konfrontację między tymi dowódcami a rządem w Nankinie. W maju Feng Yuxiang z Armii Północno-Zachodniej również starł się z Czangiem. W listopadzie Li Zongren wydał deklarację o utworzeniu koalicji antyczangowskiej wraz z Wang Jingweiem. W grudniu Tang Shengzhi i Zhang Fakui ogłosili swoje poparcie dla koalicji antyczangowskiej. Rząd w Nankinie zareagował, wydalając Wang Jingweia z partii za jego udział w spisku. Koalicja utworzyła alternatywny rząd Kuomintangu w Pekinie, aby zademonstrować swój sprzeciw wobec rządu w Nankinie. W lutym 1930 roku Yan Xishan z kliki Shanxi zażądał rezygnacji Czanga z członkostwa w partii, co spotkało się ze stanowczą odmową. Później tego samego miesiąca Yan, z pomocą Fenga i Li, objął stanowisko przywódcze w koalicji antyczangowskiej, podczas gdy Zhang Xueliang postanowił pozostać „lojalny” wobec Czanga.

### Sojusznicy Czang Kaj-szeka
Rząd w Nankinie cieszył się poparciem chińskich muzułmanów z prowincji Gansu w północno-zachodnich Chinach. Chociaż region ten pierwotnie znajdował się w strefie wpływów Armii Północno-Zachodniej, wpływowi przywódcy muzułmańscy, w tym Ma Tingrang, Ma Zhongying i Ma Fuxiang, zerwali stosunki z Fengiem Yuxiangiem w 1928 roku. Siły chińskich muzułmanów pozostały lojalne wobec rządu w Nankinie podczas wojny, odciągając siły Fenga od Równin Centralnych.

### Przygotowania do drugiej fazy

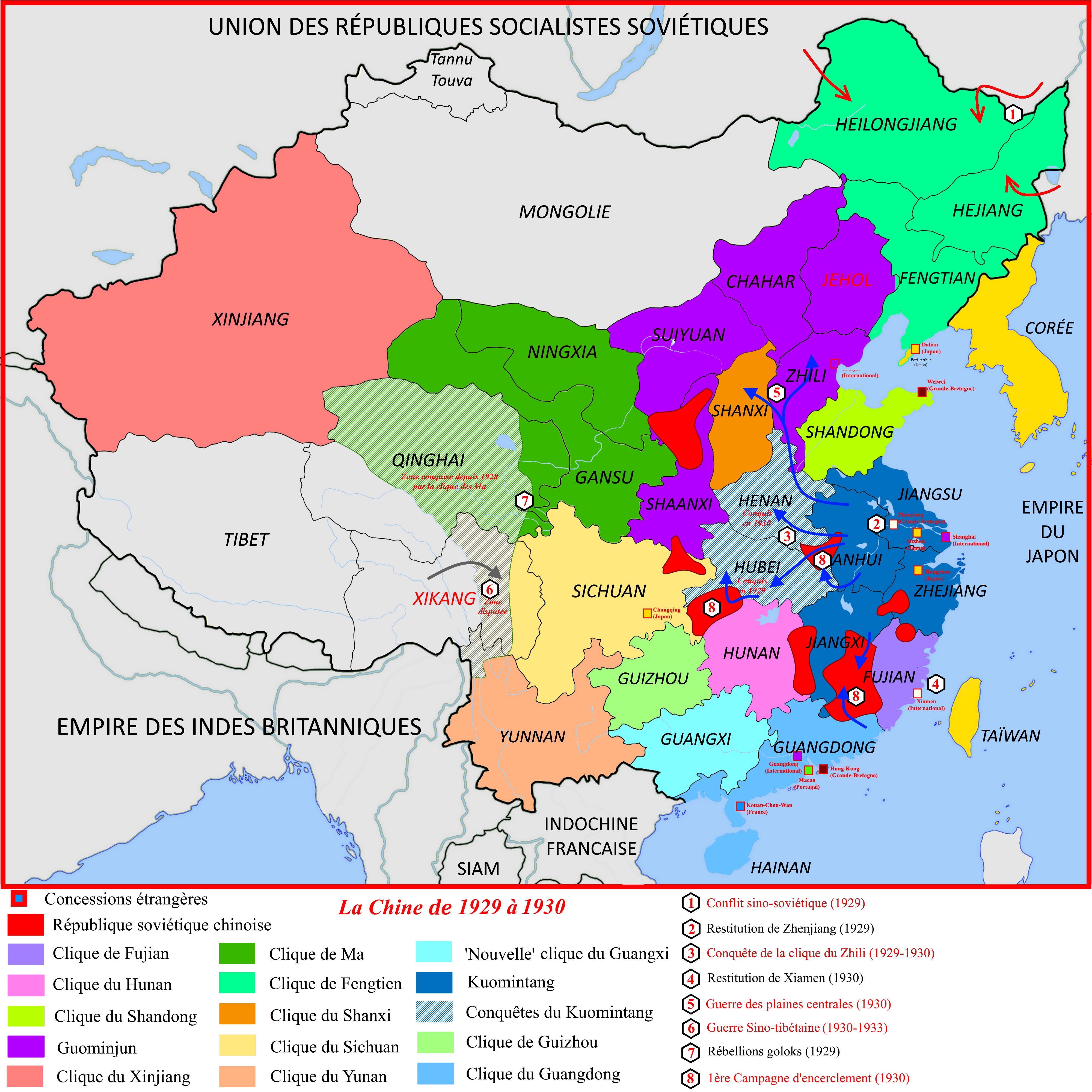
Podział Chin w latach 1929–1930

Koalicja antyczangowska planowała atak na rząd nacjonalistyczny w Nankinie różnymi drogami. Li Zongren miał poprowadzić Armię Guangxi w kierunku Hunanu, aby zagrozić bastionowi Czangu w Wuhanie. Feng Yuxiang miał dowodzić Armią Północno-Zachodnią i maszerować z Henanu do Szantungu, atakując Xuzhou i jednocześnie wywierając presję na Wuhan. Yan Xishan miał dowodzić Armią Shanxi i koordynować działania z Armią Północno-Zachodnią, aby wspólnie uderzyć na Xuzhou i poprowadzić marsz w kierunku Nankinu po zdobyciu Xuzhou przez koalicję. W odpowiedzi na przygotowania, nacjonaliści wyznaczyli Hana Fuqu do utworzenia obrony na południowym brzegu Żółtej Rzeki, aby odeprzeć armię Shanxi. Główne siły nacjonalistów miały stacjonować w Xuzhou w oczekiwaniu na zbliżające się ofensywy.

## Druga faza

### Ofensywy Czang Kaj-szeka (maj – czerwiec 1930)

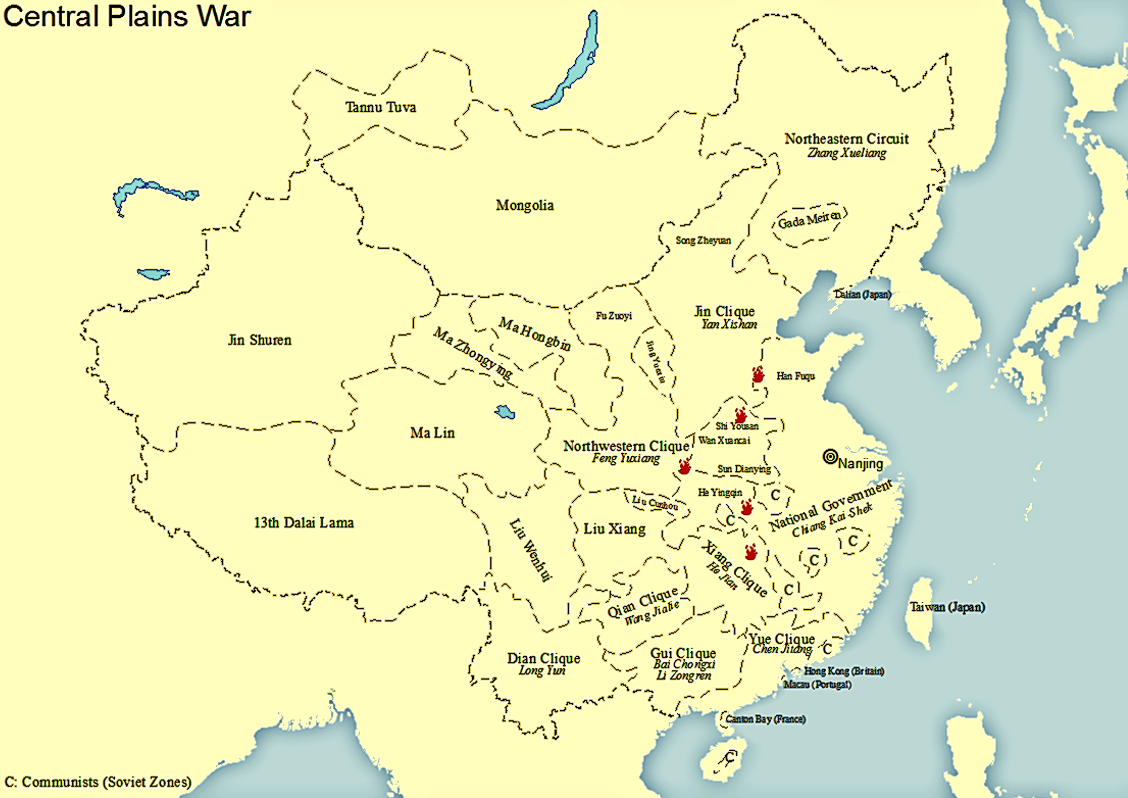
Podział Chin w 1930

11 maja Armia Centralna dowodzona przez Czang Kaj-szeka rozpoczęła serię generalnych ofensyw przeciwko Yan Xishanowi i Fengowi Yuxiangowi. Podążając wzdłuż linii kolejowej Longhai, Armia Centralna pomaszerowała na zachód z Xuzhou, docierając do przedmieść Kaifengu w prowincji Henan 16 maja. Armia Północno-Zachodnia, najsilniejsza w koalicji antyczangowskiej, rozbiła Armię Centralną dowodzoną przez Chen Chenga w Gansu do końca maja, a sam Czang Kaj-szek ledwo uniknął schwytania. Armia Północno-Zachodnia nie mogła jednak wykorzystać tego zwycięstwa, ponieważ Armia Shanxi nie była w stanie przybyć na czas, aby zadać Armii Centralnej ostateczny cios. Mając sojuszników Czanga w sąsiedniej prowincji Gansu, Armia Północno-Zachodnia była zmuszona przejść do defensywy. W Kaifengu Armia Północno-Zachodnia odparła ataki sił Czang Kaj-szeka, zadając im ciężkie straty. Połączone siły Armii Shanxi i Armii Północno-Zachodniej stoczyły później największą bitwę wojny, atakując Xuzhou, w którym obie strony poniosły łączne straty przekraczające 200 000 ludzi. Armia Shanxi wycofała się z Jinanu i poniosła dalsze straty podczas przeprawy przez Żółtą Rzekę. Brak koordynacji między siłami koalicji antyczangowskiej był początkiem zmiany sytuacji na korzyść rządu w Nankinie.

### Zmiana losów wojny (czerwiec – wrzesień 1930)
Na południu Armia Guangxi dowodzona przez Li Zongrena i Bai Chongxi ruszyła na północ i zdobyła Yueyang, ale siłom Czang Kajang udało się odciąć je od tyłu, ostatecznie zmuszając do wycofania się na pozycje wyjściowe. W Szantungu Armia Shanxi zdobyła Jinan 25 czerwca. Po pokonaniu Armii Guangxi w Hunanie, rząd nankiński podjął decyzję o rozpoczęciu wielkiej kontrofensywy przeciwko armii Shanxi w Szantungu. Wymaszerowując z Qingdao, siły Czanga odbiły Jinan 15 sierpnia. Armia Centralna zgromadziła następnie wojska w prowincjach Gansu i Shaanxi, rozpoczynając ostateczną ofensywę przeciwko Armii Północno-Zachodniej, która trwała od końca sierpnia do początku września.

### Interwencja Armii Północno-Wschodniej (wrzesień – listopad 1930)
18 września Zhang Xueliang i Armia Północno-Wschodnia porzucili dotychczasową neutralność i zadeklarowali swoje poparcie dla Czanga. Kilka dni później Armia Północno-Wschodnia wkroczyła na Nizinę Północnochińską przez Przełęcz Szanhai i po dwóch dniach zdobyła Pekin. Armia Shanxi wycofała się na północ od Żółtej Rzeki, podczas gdy Armia Północno-Zachodnia załamała się, gdyż morale koalicji antyczangowskiej podupadło. 4 listopada Yan Xishan i Feng Yuxiang ogłosili rezygnacje ze wszystkich stanowisk, co skutecznie zakończyło działania wojenne i położyło ostateczny kres zmaganiom regionalnych watażków z rządem w Nankinie.

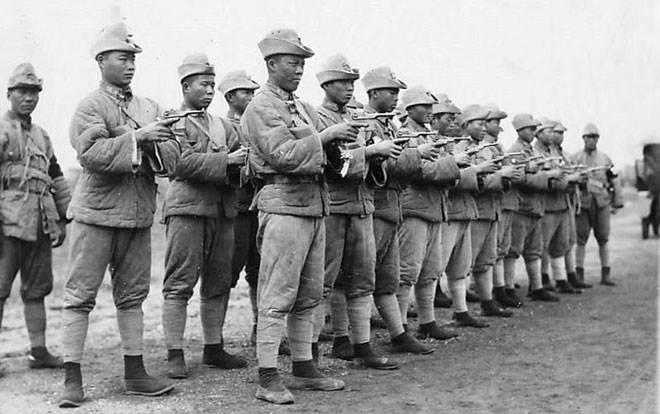
Armia Północno-Zachodnia
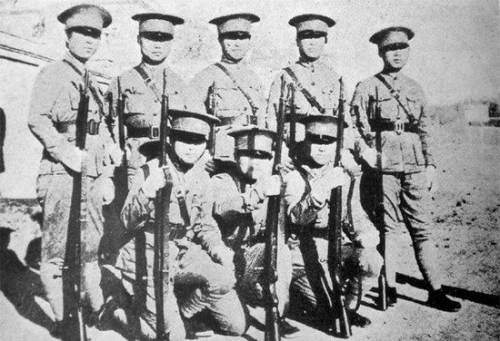
Armia Shanxi
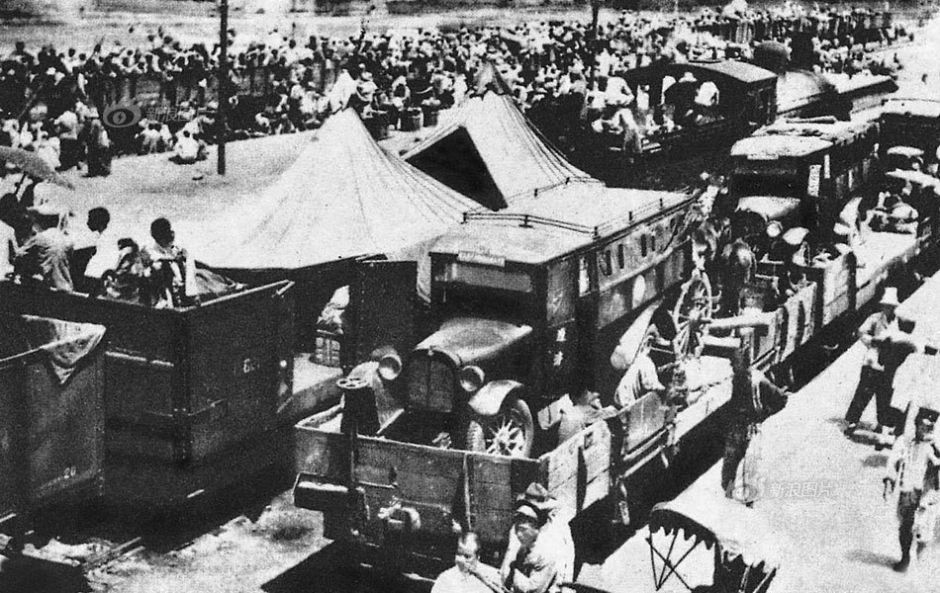
Armia Centralna

## Następstwa
Wojna na Równinach Centralnych była największym konfliktem zbrojnym w Chinach od zakończenia ekspedycji północnej w 1928 roku. Konflikty rozprzestrzeniły się na wiele prowincji Chin, angażując różnych dowódców regionalnych, których połączone siły liczyły ponad milion żołnierzy. Chociaż rząd nacjonalistyczny w Nankinie odniósł zwycięstwo, konflikt okazał się kosztowny finansowo, co negatywnie wpłynęło na późniejsze kampanie okrążające przeciwko Komunistycznej Partii Chin.
Po wkroczeniu Armii Północno-Wschodniej do centralnych Chin obrona Mandżurii uległa znacznemu osłabieniu, co pośrednio doprowadziło do japońskiej agresji w czasie incydentu mukdeńskiego. Choć Czang Kaj-szek wyszedł z wojny umocniwszy swoją władzę jako najwyższy przywódca Chin i ugruntował swoją pozycję jako doświadczony dowódca wojskowy, regionalne frakcje w Kuomintangu i ich rywalizacja pozostały nierozwiązane, co doprowadziło do różnych problemów w czasie II wojny chińsko-japońskiej i chińskiej wojny domowej.